# Koo (Bassa)
Le koo est une danse sacrée du peuple Bassa  exécutée dans les liturgies pour la procréation et la fertilité.

## Danse sacrée féminine
Exécutée par une confrérie féminine éponyme, le koo accompagne les événements productifs comme la fête des semences.